# DAF 55
DAF 55 – samochód osobowy produkowany przez holenderską firmę DAF w latach 1967-1972. Dostępny był jako 2-drzwiowy sedan, kombi oraz coupé. Do napędu używano silnika R4 o pojemności 1,1 l, produkcji Renault. Moc przenoszona była na oś tylną. Auto posiadało bezstopniową skrzynię biegów „Variomatic”. Model produkowano w Eindhoven w Holandii.

## Dane techniczne (55 Coupé 1,1)

### Silnik
- R4 1,1 l (1108 cm³), 2 zawory na cylinder, OHV
- Producent: Renault
- Średnica × skok tłoka: 70,00mm x 72,00mm
- Stopień sprężania: 8,50:1
- Moc maksymalna: 43,6 KM (32,1 kW) przy 4600 obr./min
- Maksymalny moment obrotowy: 84 N•m przy 3000 obr./min

### Osiągi
- Przyspieszenie 0-100 km/h: b.d.
- Prędkość maksymalna: 140 km/h

## Galeria

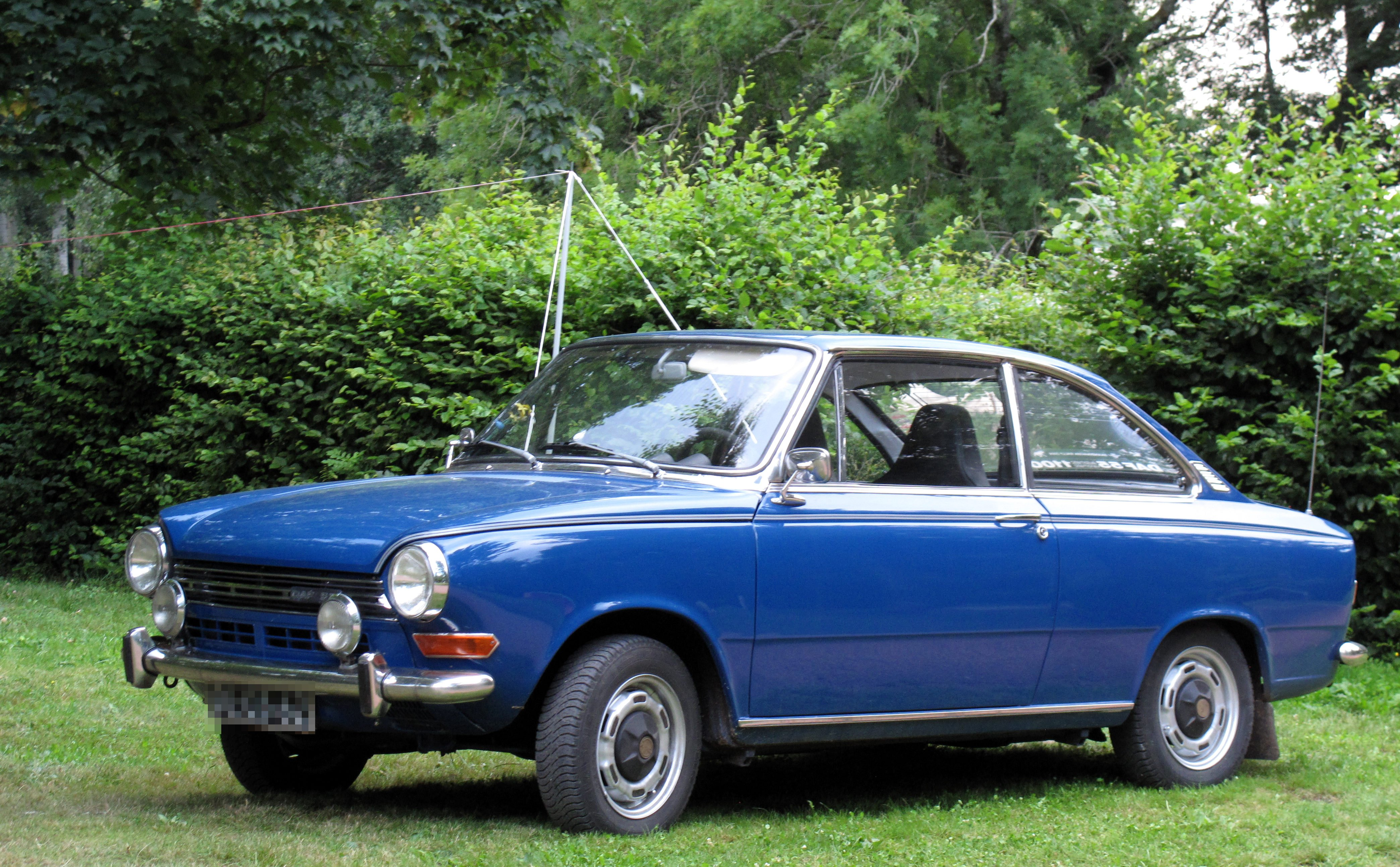
DAF 55 coupé
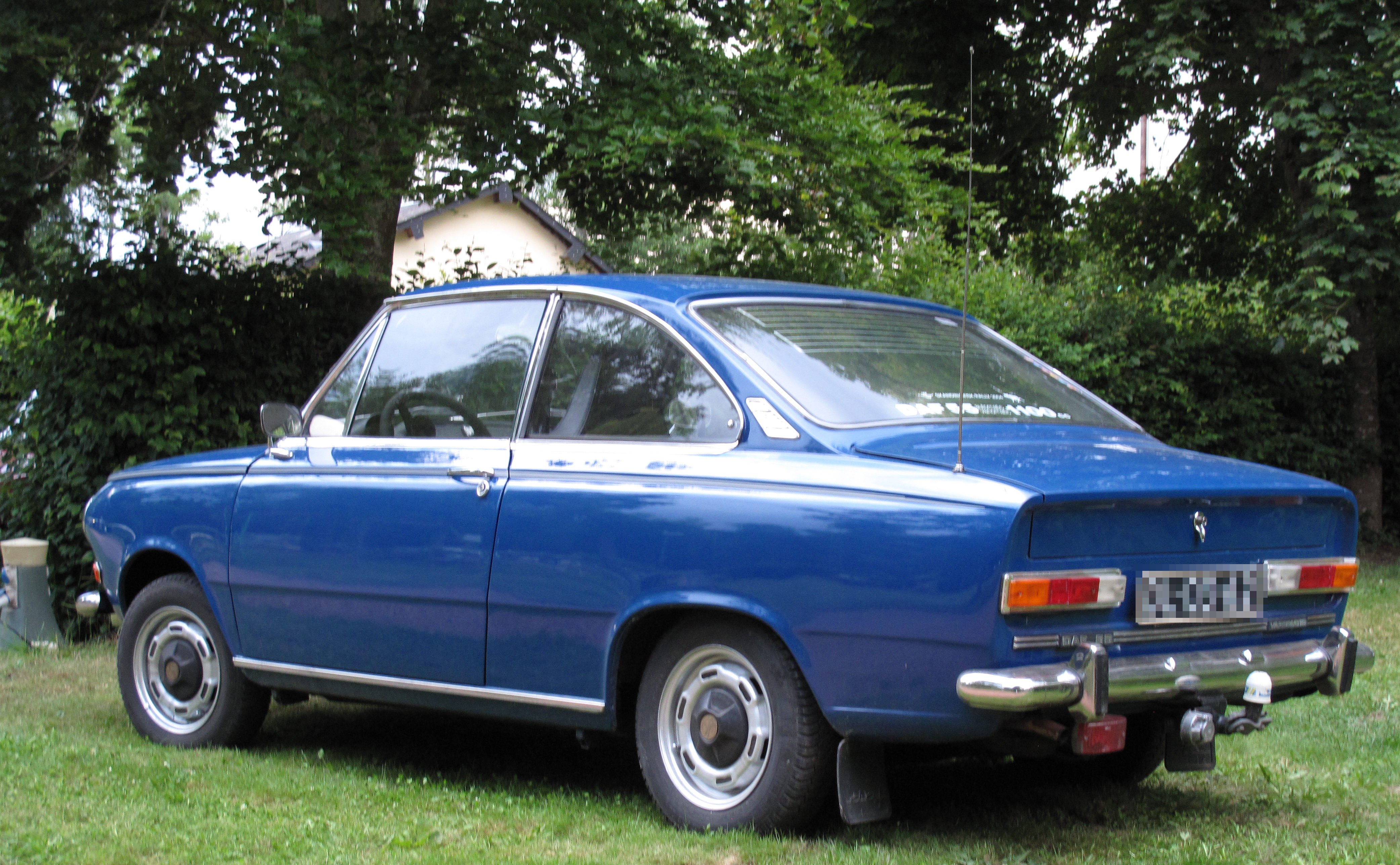
DAF 55 coupé – tył pojazdu
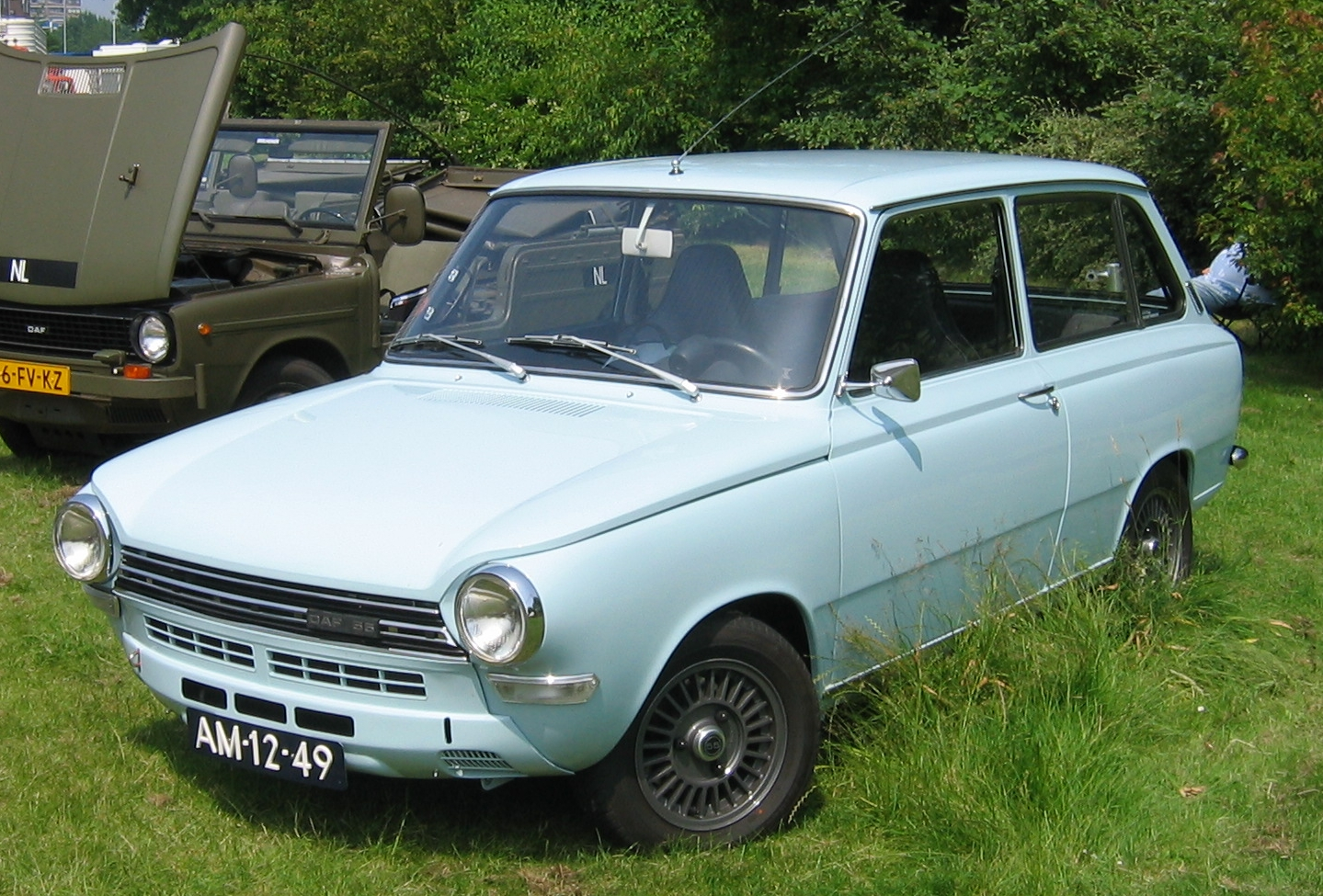
DAF 55 kombi
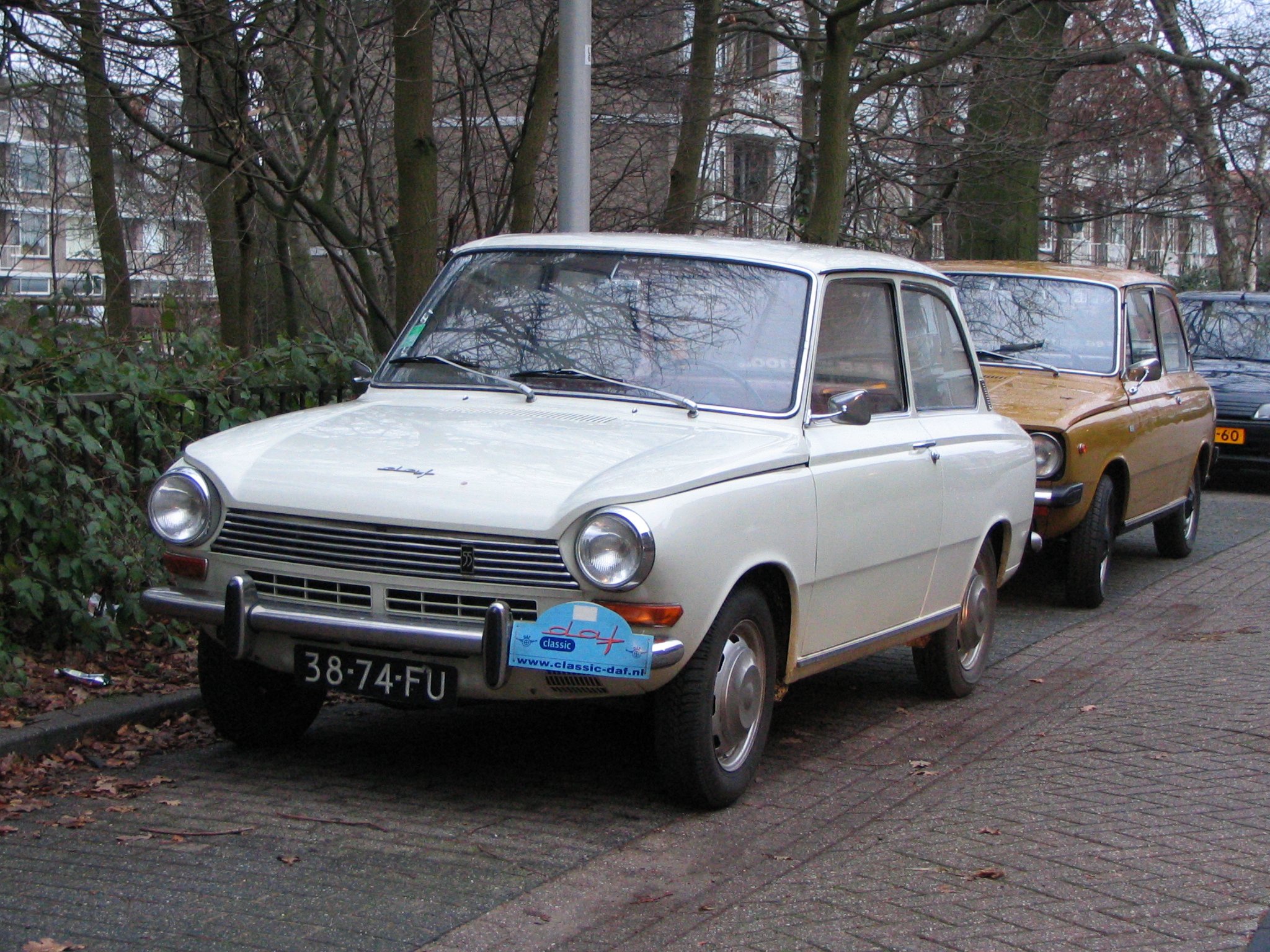
DAF 55 sedan